# صوفي شول
تعد صوفيا ماغدولينا شول (9 مايو 1921 - 22 فبراير 1943) (Sophia Magdalena Scholl) واحدة من أشهر رموز المعارضة لحكم الرايخ الثالث في ألمانيا النازية، من خلال نشاطها ومشاركتها في تأسيس حركة المقاومة السلمية الوردة البيضاء، قبل أن يقبض عليها وتحاكم صُوريًا وتُعدم.
وُلدت صوفيا -والتي تعرف اختصارًا باسم «صوفي»- لعائلة بروتستانتية وكان والدها روبرت عمدة لمدينة فورتشنبرغ، وصوفي هي الرابعة بين ستة أخوة وأخوات، وأحدهم هو هانس شول الذي قبض عليه وأعدم معها.
في 1932 انتقلت عائلة صوفي إلى أولم حيث التحقت الفتاة، كمعظم قريناتها، بعصبة الفتيات الألمانيات وهو التجمع المعتمد من الحزب النازي لشبيبة وفتيات الحزب الهتلري، وقد شهدت تلك الفترة ظهور أولى النزعات الانتقادية لدى صوفي للوضع السائد في وطنها إبان حكم الرايخ الثالث. وفي 1937، ترك اعتقال شقيق صوفي وأصدقائها بسبب أنشطتهم اللانظامية أثرًا عميقًا لديها.
ومنذ وقت مبكر، أظهرت صوفي موهبة في الرسم واهتمامات فلسفية، أما اعتقادها الديني القوي وفقًا للمنظور المسيحي، مع ما يؤكده من حفظ لكرامة الإنسان، فكان دافعًا لتشكيل رؤية نقدية لديها تجاه آلة الحكم النازية.
التحقت شول بجامعة ميونخ لدراسة الأحياء والفلسفة عام 1942، لترافق شقيقها هانس الذي يدرس الطب في الجامعة ذاتها، وهناك تعرفت صوفي على أصدقاء هانس وتكونت مجموعة من الشبيبة ذات اهتمامات مشتركة: وجهات نظر سياسية ناقدة، حب للفنون والموسيقى والأدب والفلسفة والإلهيات. كما دأبت المجموعة على التشارك في ممارسة هوايات التنزه في الجبال والتزلج والسباحة.
جمعت أعضاء المجموعة الشابة مشاعر الغضب والازدراء تجاه النازيين الذين ورطوا ألمانيا في حرب ستخسرها لا محالة، خاصة مع الأعمال الوحشية للجيش الألماني في الجبهة الشرقية، حيث المواجهات مع الروس، وعمليات الإبادة الجماعية لليهود.
احتكت شول في ميونخ بنخب فكرية أثاروا لديها التساؤلات حول مصير الفردية في مناخ ديكتاتوري، هذا فيما كان والدها يقضي فترة عقوبة في السجن نظير آرائه الانتقادية تجاه هتلر.
بين عامي 1942-1943، وزّع أربعة من أفراد المجموعة ستة منشورات مناهضة تدعو الألمان إلى مقاومة النازيين، وكان هؤلاء نواة حركة الوردة البيضاء، اثنان منهم صوفي وشقيقها هانس الذي كان يسعى لإبقاء أخته خارج أنشطة الحركة لحمايتها، غير أنها فور اكتشافها نشاطهم انضمت إليهم ومثّلت قيمة مضافة مهمة: إذ، ولكونها الفتاة الوحيدة بينهم، كان احتمال توقيفها عشوائيًا من قبل عناصر البوليس السري الألماني أقل، مما منحها حرية أكبر في الحركة ونقل وتوزيع المنشورات.
مشاركة صوفي في كتابة المنشورات الست موضع جدل، ولكن قناعتها بمحتواها ونشاطها في حركة الوردة البيضاء، إضافة إلى كلماتها الأخيرة قبل إعدامها ومواجهتها الموت بشجاعة أكدت إيمانها بمبادئ الحركة.
بدأت تحريات البوليس السري الألماني للوصول إلى مصدر المنشورات الست بعد أن بلغت كولونيا وشتوتغارت وبرلين وفيينا، وقادت هذه التحريات إلى أن مؤلفي هذه المنشورات هم من طلبة جامعة ميونخ، وفي 15 فبراير 1943 نادى المنشور السادس -والأخير- إلى القضاء على النازيين وبناء «أوروبا جديدة» وفي 18 من الشهر نفسه قبض على صوفي وشقيقها ورفيقهما أثناء توزيعهم المنشور في الجامعة.
في 22 فبراير، أدينت صوفي وشقيقها ورفيقهما في الحركة بتهمة الخيانة العظمى، ونُفذ الحكم عليهم في اليوم نفسه، أي بعد ساعات من كلمات شول من على منصة محكمة الشعب:
| صوفي شول | في نهاية المطاف، على البعض أن يفعلوا شيئًا. ما كتبناه وقلناه يؤمن فيه الكثير من الألمان، غير أنهم يخشون عواقب التعبير عن آرائهم. | صوفي شول |

اقتيدت صوفي إلى المقصلة وسجل شاهد عيان الثقة العالية التي أبدتها أثناء سيرها إلى حتفها المبكر.
ويحتفى اليوم بصوفي شول باعتبارها رمزًا لمقاومة الطغيان والاستقلالية في الرأي والتضحية من أجل القضايا الإنسانية، كما أن طبيعة النظام الذي كانت تعارضه أعطى شخصيتها التاريخية أهمية خاصة، ويظل وعيها المبكر -رغم سنها- بأخطاء النظام الحاكم وما سيسببه من أخطار محيقة بوطنها أحد أكثر الإلهامات لشخصية صوفي شول.
حول النقطة الأخيرة، علّقت تراودل يونغه، آخر سكرتيرة لهتلر، بالقول:
| صوفي شول | كنت أشعر براحة ضمير لأنه لا يمكن لومي شخصيًا على الفظائع التي حدثت بالنظر إلى كوني لم أكن أعلم حجمها. ولكن ذات يوم مررت قبالة لوحة تذكارية لصوفي شول، ولاحظت أنها ولدت في نفس السنة التي ولدت فيها، وأعدمت في العام الذي التحقتُ فيه بالعمل لدى هتلر. عندها أدركتُ أن حداثة السن ليست عذرًا. | صوفي شول |

## وصلات خارجية
- صوفي شول على موقع IMDb (الإنجليزية)
- صوفي شول على موقع الموسوعة البريطانية (الإنجليزية)
- صوفي شول على موقع مونزينجر (الألمانية)
- صوفي شول على موقع ديسكوغز (الإنجليزية)
- The Geschwister-Scholl-Institut
- Sophie Scholl's childhood years in Ludwigsburg
- Sophie Scholl Biography and Memorial
- The Line, a comic that compares and contrasts Sophie Scholl and تراودل يونغه
- صوفي شول على موقع فايند أغريف
- Weiße Rose Stiftung e.V. (German)
- Shoah Education website article, Sophie Scholl and the White Rose في أرشيف الإنترنت(أرشفت في  أبريل 20, 2010)
- Woman who defied Hitler 'was inspired by Newman' في أرشيف الإنترنت(أرشفت في  مارس 28, 2010) by Simon Caldwell in The Catholic Herald, 3 April 2009